# Liste de familles subsistantes armoriées en 1696
Cette page a pour vocation de recenser les familles subsistantes issues en ligne agnatique d'un ancêtre inscrit dans l'armorial général de France dressé par Charles d'Hozier à partir de 1696.
Seules figurent dans la présente liste les familles dont les armoiries de 1696 sont déjà présentes sur Wikipédia ou qui disposent d'un article sur l'encyclopédie. En conséquence, cette liste ne saurait prétendre à l'exhaustivité.
Dans le cas où plusieurs membres d'une même famille seraient recensés dans l'armorial, seuls ceux dont la descendance agnatique subsiste sont mentionnés ici.
Si plusieurs membres d'une même famille sont mentionnés sur une même ligne, cela signifie qu'au moins l'un d'entre eux est l'ancêtre des membres actuels de la famille et qu'il est nécessaire de déterminer lequel.
Si plusieurs membres d'une même famille sont mentionnés sur plusieurs lignes différentes, cela signifie que chacun de ses membres est l'auteur d'une branche subsistante, que celle-ci porte un nom spécifique ou non.
La mention de l'admission à l'ANF sert uniquement à prouver la subsistance de cette famille.
L'orthographe des noms, prénoms et qualités sera telle que dans l'Armorial général même si celle-ci semble fautive, seules les abréviations sont remplacées, aussi il est vivement recommandé de consulter la référence citée avant d'effectuer une quelconque correction.

## Commentaire de la liste
Parmi cette liste non exhaustive de 615 noms, on compte : 125 porteurs du qualificatif d'écuyer qui est le plus commun pour désigner un noble, 6 porteurs du qualificatif de noble, 5 gentilhommes, 46 chevaliers, 1 barons, 2 vicomtes, 5 comtes, 8 marquis et 6 ducs dont 5 pairs de France.
On compte 70 seigneurs ou sieurs, qualificatif qui ne présage pas de l'appartenance ou non à la noblesse mais indique la possession de terres.
On compte 8 bourgeois dont 4 sont nobles et 4 sont roturiers.
Enfin on compte une trentaine de roturiers qui occupent les métiers de notaire, de greffier, de marchand ou d'avocat.

## Liste par titre
On considérera l'aîné des descendants en ligne masculine et légitime des individus cités ici comme leur héritier, quelles que soient les prétentions à ces titres des puînés.

### Ducs
|  | nom          | prénom          | titres                                       | héritier         |
|  | ------------ | --------------- | -------------------------------------------- | ---------------- |
|  | Crussol      | Jean Charles    | Duc d'Uzès                                   | Jacques Emmanuel |
|  | Grammont     | Antoine Charles | Duc de Grammont                              | Antoine XV       |
|  | Grammont     | Antoine,        | Duc de Guiche                                | Antoine XV       |
|  | Noailles     | Anne Julles,    | Duc de Noailles                              | Hélie            |
|  | Rochechouart | Louis           | Duc de Mortemart, Prince de Thonnay Charente | Charles-Emmanuel |
|  | Rochechouart | Louis-Victor    | Duc de Vivonne                               | Charles-Emmanuel |

### Marquis
Certains de ces titres sont des titres de courtoisie, suffisamment tolérés pour avoir été consignés dans l'armorial mais qui n'ont pas été accordés par le Roi.
|  | nom             | prénom           | titre                                  | héritier   | Notes                  |
|  | --------------- | ---------------- | -------------------------------------- | ---------- | ---------------------- |
|  | Bruc            | Charles François | Marquis de la Guerche                  | Antoine    |                        |
|  | Harcourt        | François         | Marquis de Beuvron et de la Mailleraye | Geoffroy   | Duc d'Harcourt en 1700 |
|  | Harcourt        | Henry            | Marquis de Harcourt                    | Geoffroy   |                        |
|  | Lévezon         | Josef            | Marquis de Vezins                      | Renaud     | Titre de courtoisie    |
|  | Maillé          | Charles          | Marquis de la Tourlandry               | Sébastien  |                        |
|  | Maillé          | André Charles    | Marquis de Gillebour                   | Sébastien  |                        |
|  | Vogué           | Melchior         | Marquis de Vogué                       | Guillaume  | Titre de courtoisie    |
|  | Voyer de Paulmy | Marc René        | Marquis d'Argenson                     | Jean-Denis |                        |

### Comtes
|  | nom     | prénom                 | titre             | héritier      | Notes                    |
|  | ------- | ---------------------- | ----------------- | ------------- | ------------------------ |
|  | Cossé   | Arthus Thimoléon-Louis | Comte de Cossé    | Charles André | Duc de Brissac en 1700   |
|  | Croy    | Philipe-Emmanuel,      | Comte de Solre    | Rudolf        | Duc de Croÿ en 1761      |
|  | Durfort | Claude                 | Comte de Cuirac   | Guy           | Duc de Lorges en 1774    |
|  | Maupeou | Gilles                 | Comte d'Ablege    | Gilles        |                          |
|  | Riquet  | Pierre Paul            | Comte de Caramant | Philippe      | Prince de Chimay en 1824 |

### Vicomtes
|  | nom      | prénom   | titre               | héritier       |
|  | -------- | -------- | ------------------- | -------------- |
|  | Albignac | François | Vicomte du Triadon  | Jacques        |
|  | Polignac | Scipion  | Vicomte de Polignac | Armand-Charles |

### Barons
|  | nom   | prénom | titre                | héritier |
|  | ----- | ------ | -------------------- | -------- |
|  | Ussel | Guy    | Baron de Chateauvert | Arnaud   |

## Liste alphabétique des familles
- Haut – A
- B
- C
- D
- E
- F
- G
- H
- I
- J
- K
- L
- M
- N
- O
- P
- Q
- R
- S
- T
- U
- V
- W
- X
- Y
- Z

### A
- Abzac (Pierre) Ecuyer, Seigneur de Serneverolles[26] ANF (1946)
- Abzac de Mondiol (Marc) Ecuyer, Seigneur de Mondiol[27] ANF (1946)
- Abzac de Cazenac (Joachim) Ecuyer, Seigneur de Cazenac[28] ANF (1946)
- Agneaux (Christophe, Jean et Christophe) Ecuyers[29], ANF (1943)
- Albenas (Jean-Joseph, Claude et Blaise)[30],[31],[32] ANF (1989)
- Albignac (François d') Vicomte du Triadon, Bourgeois de la ville de Meyrueis[23], ANF (1944)
- Ameil (Gilbert) Greffier des rolles de la ville de Cusset[33] ANF (1955)
- Andigné (8 personnalités) Ecuyers[34],[35],[36],[37],[38],[39],[40],[41]
- Andlau (Jean Conrard, François Jacques et Antoine) Gentilhommes[42],[43],[44]
- Arbelaud (Jaque) Greffier de l'Écritoire de Belac[45]
- Arlot (Jaque d') Seigneur de la Coussière et Frugie[46] ANF (1933)
- Audiffret (Jean Baptiste, Honoré, Hiérosme et Jean Baptiste) Gentilhommes[47],[48],[49],[50]
- Aumalle (André d') Ecuyer, Seigneur d'Yvrancheu et Buny[51] ANF (1995)
- Aussaguel de las Bordes (Raymond), Conseiller du Roy au Parlement de Toulouse[52]
- Ayrault (Pierre) Ecuyer, Conseiller du Roy, Lieutenant général Criminel en la Sénéchaussée et Siège Présidial d'Angers[53]

### B
- Baecquier (Pierre de) Procureur et Notaire de la ville de Bergue[54]
- Baguenault (Marin) l'ainé, Bourgeois[55] ANF (1956)
- Bancalis (Étienne de) ci devant Procureur du Roi au bureau de l'élection de Villefranche[56] ANF (1938)
- Barazes (Louis de) Seigneur de Hauteville, Sénateur et juge de police de la ville de Saint Brieuc[57]
- Barbou (Pierre) Marchand de Limoges[58]
- Barral (François de) Conseiller du Roi au Parlement de Dauphiné[59]
- Barre (Pierre de la) Ecuyer, Seigneur du Menillet[60] ANF (1945)
- Barrigue (Honoré) Bourgeois[61] ANF (2001)
- Barthès (Jean) marchand, facturier et Bourgeois du lieu de Mazamet[62] ANF (1951)
- Baudry (Gabriel, Esprit et René) Ecuyers[63],[64],[65] ANF (1951)
- Bausset (Pierre de) Conseiller du Roy, Lieutenant Civil et Criminel au siège de Marseille[66] ANF (1972)
- Bazelaire (François) Chanoine du Chapitre de Surbourg[67] ANF (1950)
- Beauharnais (François de) Seigneur de la Grillère[68]
- Beaumont (Antoine, Rollond et Pierre Louis) Nobles[69],[70]
- Beaumont d'Autichamp (Charles Just et Florent) Nobles[71],[72] ANF (1936)
- Beaurepaire de Louvagny (Louis, Antoine, Joseph, feu Henry et Pierre)[73],[74],[75],[76],[77] ANF (1964)
- Beaussier (Louis), Enseigne de Marine[78]
- Becdelievre (8 membres) Ecuyers[79],[80],[81],[82],[83],[84] ANF (1955)
- Bechade (Pierre) Ecuyer[85] ANF (1967)
- Begon (Claude) Ecuyer, Conseiller du Roy, Lieutenant de la Compagnie du Guet à Paris[86] ANF (1964)
- Beguin (Nicolas) Avocat au Bailliage et Siège Préal de Chatillon sur Seine[87]
- Berlier (César) Conseiller du Roi en la sénéchaussée de Draguignan[88]
- Bigault (Claude de) Chanoine de l'Église Saint Étienne de Troyes[89] ANF (1980)
- Binet (Louis Jacques) Garçon ord. de la Chambre du Roy[90] ANF (1994)
- Bizemont (Charles de) Ecuyer, Seigneur du Buisson[91]
- Bizot (Filippe) Conseiller du Roi et son procureur en la maitrise des eaux et forêts de Bezançon[92]
- Blacas (Joseph, Pierre et Henry de) Ecuyers[93],[94],[95] ANF (1950)
- Blois (Charles de) Ecuyer, Seigneur de la Cous ANF[96] (1945)
- Boberil (François, René et Louis du) Chevaliers[97],[98],[99] ANF (1951)
- Boisbaudry (Marc-Anthoine, Gabriel Joseph et Joseph) Ecuyers[100],[101],[102] ANF (1974)
- Boisgelin (3 membres)[103],[104],[105] ANF (1967)
- Boisgelin (5 membres)[106],[107],[108],[109] ANF (1967)
- Bonald (Honoré) Ecuyer, Conseiller du Roy, Bailli, Juge et Maire de la ville de Millau[110]  ANF (1936)
- Bonnechose (10 membres)[111],[112],[113],[114],[115],[116],[117],[118],[119] ANF (1965)
- Bordes (Pierre de) Procureur du Roi à Puimirol[120]
- Bouays (François et Guy de) Ecuyers[121] ANF (1988)
- Bournonville (Joachim, Tristan et Jean) Ecuyers[122],[123],[124] ANF (1984)
- Bousquet (6 membres)[125],[126],[127],[128],[129],[130] ANF (1973)
- Breart (Charles) Ecuyer, Seigneur de Boisanger[131]  ANF (1962)
- Breil (10 membres)[132],[133],[134],[135],[136],[137],[138],[139],[140],[141] ANF (1938)
- Breuil Hélion (Louis du) Ecuyer, Seigneur de Chateauneuf[142] ANF (1950)
- Bruc (Sébastien, Henry et René)[143],[144],[145] ANF (1994)
- Bruc de Montplaisir (Charles François) Chevalier, Marquis de la Guerche[9] ANF (1994)
- Bryas (Feu Octave Alexandre, Guislain Dominique et Charles Silnestre)[146],[147],[148]
- Budes (Jean Baptiste) Ecuyer, Seigneur, Chevalier de Blanchelande[149]
- Buisson (Philippes du)[150] ANF (1970)
- Buretel (Jean Pierre et Pierre Gaspard) Seigneurs[151]  ANF (1958)

### C
- Cahouet (Claude, Lambert et Claude) Ecuyers[152],[153],[154] (descendance controversée) ANF (1979)
- Caillard (Jacques et Abraham) Ecuyers[86],[155] ANF (1938)
- Carnot (Gaspard et Edme) Notaire royal et Conseiller du Roy[156],[157]
- Carrelet (Nicolas)[158] ANF (1957)
- Carrelet (Bernard) Conseiller du Roi, Correcteur en sa Chambre des Comptes de Bourgogne[159] ANF (1957)
- Castelbajac (Pierre de) Seigneur de Poumard[160] ANF (1950)
- Castellane (Guillaume et Jean François de) Chevalier et Noble[161],[162] ANF (1942)
- Catoire (Laurent) Greffier en chef du Marquisat de Nesle[163]
- Caumont (Marc Louis de) Gouverneur pour le Roy d'Exille[164] ANF (1946)
- Caumont de Beauvila (Jean-François)[165] ANF (1946)
- Caron (Jean Baptiste) Ecuyer[166] ANF (1939)
- Chabannes (Gilbert) Officier[167]  ANF (1935)
- Chabot (12 membres) Ecuyers[168],[169],[170],[171],[172],[173],[174],[175],[176],[177],[178],[179] ANF (1948)
- Chauveron (Jean) Ecuyer[180] ANF (1994)
- Cherade (Étienne) Ecuyer[181] ANF (1936)
- Chomel (Alexandre) Marchand[182]
- Cleenewerk (Jean) Greffier de la ville de Hasebrouck[183]
- Clerel (Adrien et Georges) Ecuyers[184],[185] ANF (1935)
- Clermont (Louis Joseph de)[186] ANF (1935)
- Cochin (Pierre) marchand Epissier[187] ANF (1997)
- Cochon (Philippe) Seigneur du Puy[188]
- Coëtlogon (5 membres) Ecuyers[189],[190],[191],[192],[193] ANF (1946)
- Cognets (Gilles et Jean) Ecuyers[194],[195] ANF (1946)
- Colbert (10 membres)[196],[3],[197],[198],[199],[200],[201],[202],[203] ANF (1937)
- Commarque (Bertrand) Ecuyer, Seigneur de Beaumanoir[204] ANF (1988)
- Conen (4 membres)[205]
- Contades (Erasme de) Chevalier, Seigneur de Montjoufrex[206] ANF (1950)
- Cornulier (Claude, Claude, Claude et Toussaint) Chevaliers[207],[80],[208],[209] ANF (1946)
- Cosnac (Gabriel de)[210] ANF (1935)
- Cossé (Arthus Thimoléon-Louis) Comte de Cosse, grand Pannetier de France[17] ANF (1948)
- Courlet (Claude François) Seigneur de Boulet[211] ANF (1949)
- Croy (Jean de)[212] ANF (1938)
- Croy (Philipe-Emmanuel Ferdinand François de) Comte de Solre, Chevalier des Ordres du Roi, Maitre des Camps et Armées de sa Majesté, Gouverneur de Perrone, Roye et Mondidier[18],[19] ANF (1938)
- Creuzet (Jean-Baptiste) Procureur en la Cour[213] ANF (1959)
- Crussol (Alexandre de) Seigneur de Montmaur[214] ANF (1959)
- Crussol (Jean Charles de) Duc d'Uzès, Premier duc, Pair de France[1] ANF (1959)
- Cugnac (Charles, Antoine-François et feu Filippe)[215],[216],[217] ANF (1939)
- Cugnac de Giversac (Louis) Seigneur du dit lieu[218],[219] ANF (1939)
- Curières (Jean François de)[220] ANF (1939)

### D
- Damas (9 membres) Chevaliers[221],[222],[223],[224],[225],[226],[227],[228],[229] ANF (1936)
- Desgrées (Jean Mathurin) Ecuyer, Seigneur du Lou[230] ANF (1957)
- Dietrick (Jean) banquier à Strasbourg[231] ANF (1939)
- Dieuleveut (Julien) Notaire à Couterne[232] ANF (1938)
- Dion (Jean de) Seigneur de Vandonne[233]
- Dionis (Pierre) premier chirurgien de feue Madame la Dauphine[234],[4] ANF (1994)
- Dionis (François) Chirurgien, Aide Major des Armées et Maitre Chirurgien juré à Paris[235] ANF (1994)
- Dreux (François et Simon) Ecuyer et Chevalier[236],[237] ANF (1940)
- Durant (Charles) Conseiller et Procureur du Roi[238]
- Durfort (Claude de) Comte de Cuirac[20] ANF (1944)
- Durfort (Emeric de) Chevalier, Seigneur, Comte de Blaignac, Capitaine de Carabiniers[20] ANF (1944)
- Durfort (Claude-Antoine de) Seigneur de La Roque-Montamet[239] ANF (1944)
- Durfort (Philippes)[240] ANF (1944)

### E
- Espic (André d') Ecuyer[241]
- Espinay (Valérian, François, Alexandre, Jean Nicolas et feu Joseph)[242],[243],[244],[245],[246]
- Espinose (Michel d') Chevalier, Seigneur de Portrie, Conseil honoraire au Parlement de Bretagne[247]
- Estampes (feu François d') Chevalier, Seigneur de Mony[248]
- Estienne (Louis d') Conseiller du Roy au Parlement de Provence[249]
- Everlange (Salmon d') Ecuyer, Seigneur de Hollange[250]

### F
- Faivre (Jean Claude) Marchand Apothicaire à Vezoul[251]
- Falguerols (Loüis de) Résident à Castres[252]
- Faramont (Jean-Filibert de) Seigneur de Calmette, Maire de la ville de Naucelle[253] ANF (1997)
- Farcy (Dominique, Jacques, feu René, Jacques et Pierre)[254],[255],[256],[257],[258] ANF (1995)
- Feydeau (12 membres)[259],[260],[261],[262],[263],[264],[265],[266],[267],[268],[269],[270] ANF (1938)
- Fontanges (Antoine de) Ecuyer, Seigneur de Vernines, Capitaine dans le Régiment de Bigorre[271] ANF (1957)
- Foresta (François, François, Jean-Paul, François et Sauveur)[272],[273],[66],[274],[275] ANF (1948)
- Fou (Sebastien-François et Laurent du) Ecuyers[276],[277] ANF (1947)
- Fournas de la Brosse (Claude) Seigneur de Truillas[278] ANF (1948
- Francqueville (Jean-Baptiste de) Ecuyer[279] ANF (1951)
- Froissard (Mathieu, Antoine, Jean-Ignace-Bonnaventure, Jean Claude Joseph et Bonnaventure)[280],[281],[282],[283],[284] ANF (1945)
- Frotier (Clément et Gaspard) Ecuyer et Chevalier, Seigneurs de la Rochette[285],[286] ANF (1933)
- Frottier (6 membres)[287],[288],[289],[290],[291],[292] ANF (1933)

### G
- Galard (7 membres)[293],[294],[295],[296],[297],[298] ANF (1936)
- Ganay (Iaque et Hierosme de) Chevalier et Ecuyer[299],[300] ANF (1968)
- Ganay (Étienne de) Ecuyer[301] ANF (1968)
- Ganay (Pierre et André de) Bourgeois et Ecuyer[302],[303] ANF (1968)
- Gantès (Michel) Capitaine de Cavalerie[304] ANF (1955)
- Gantès Raffelis (Jean François de) Conseiller du Roy au Parlement de Provence[249] ANF (1955)
- Garnier (Olivier, feu François et Jean) Ecuyers[305],[306],[307] ANF (2013)
- Garnier (Jacques) Seigneur de la Barière[308] ANF (1989)
- Garnier des Garets (Léonard de) Ecuyer[309] ANF (1940)
- Gaudin (Gilles) Seigneur de Neuville[310] ANF (2015)
- Geoffre (Hercule) Juge général au Côté de la Voutte[311] ANF (1951)
- Gestas (Jacque de) Noble[312]  ANF (1995)
- Ginestoux (François, Louis et Louis)[313],[314],[315]
- Goislard (Marc Anne de) Conseiller du Roi au Parlement[316] ANF (1934)
- Goué (Louis et Claude de) Ecuyers[317],[318] ANF (1981)
- Gouhier (6 membres) Ecuyers[319],[320],[321],[322],[323] ANF (1939)
- Goulaine (René, Samuel et René) Ecuyers[324] ANF (1939)
- Gourcy (Jacques Philippes de) Ecuyer, Seigneur d'Affleville[325] ANF (1934)
- Gouvello (Armand, Alexis et Joseph)[326],[327],[328]  ANF (1936)
- Grailly (Jean et Joseph de) Ecuyers[329],[330] ANF (1934)
- Grammont (Antoine Charles de) Duc de Grammont, Pair de France, Chevalier des Ordres du Roi, Gouverneur de Navarre, Bearn et de Bayonne[2]
- Grammont (Antoine de) Duc de Guiche Mestre de Camp général des dragons de France[3],[4] ANF (1951)
- Grammont (Federic Maurice) Ecuyer, Seigneur de Villemontée[331]  ANF (1951)
- Grimouard (Jean Baptiste, Jacques Joseph, René et François Gabriel) Ecuyers[332],[333],[334],[335] ANF (1938)
- Grosourdy (Gilles, Gabriel, Gabriel et Charle Cesar)[336],[337],[338],[339] ANF (1938)
- Grouchy (Jaque de) Ecuyer[340]

### H
- Harcourt (Jacques de) Chevalier, Seigneur d'Ollonde[341] ANF (1935)
- Harcourt (François de) Marquis de Beuvron et de la Mailleraye, Commandeur des Ordres du Roi, Lieutenant général de ses armées[10] ANF (1935)
- Harcourt (Henry de) Chevalier, Marquis de Harcourt, lieutenant général des armées du Roi et au gouvernement de la province de Normandie, Gouverneur du Chau du vieux Pallais de Rouen et des villes et citadelles de Tournay[11] ANF (1935)
- Hautecloque (Jean de) Garde du corps de Monsieur[342] ANF (1955)
- Hautpoul d'Ausillon (Jean de) Ecuyer, Seigneur de Canads[343]
- Hédouville (Théodore et René d') Chevaliers[344],[345] ANF (1968)
- Hercé (Jean et Julien) Ecuyers[346],[347] ANF (1953)
- Humbert de Gircourt (Jean François) Ecuyer[348]
- Huon (Guillaume) Ecuyer, Seigneur de Lanouardon, diacre[349] ANF (1938)

### J
- Jourdain (Robert) marchand à Amiens[350]
- Juchault (Christophle et Louis Claude) Ecuyers[351],[328] ANF (1965)

### K
- Kergariou (Yves, Jean, Toussaint et Pierre Maurice) Ecuyers[352],[353],[354],[355] ANF (1947)
- Kerimel (Ive) Ecuyer[356]  ANF (1985)
- Kermel (Yves, Jean, Louis et Jaque) Ecuyers[357],[358],[359],[360] ANF (1966)
- Kerouartz (Joseph-Hiacinthe, François et Jean)[276],[361] ANF (1945)
- Kerpoisson (René) Ecuyer, Seigneur de Queralan[362]
- Kersauson (Hamon-Nicomède) Ecuyer, Seigneur du vieu Chatel[363] ANF (1961)

### L
- Lambilly (Pierre) Ecuyer, Seigneur du dit lieu[230] ANF (1947)
- Lantivy (8 membres) Ecuyers[364],[365],[366],[367],[368],[369],[370],[371] ANF (1962)
- Larminat (Jean François) Avocat en Parlement et échevin de l'Hotel de ville de Thionville[372] ANF (1964)
- La Rochefoucauld (Louis de) Chevalier de Roucy[373] ANF (1934)
- La Rochefoucauld (Louis de) Chevalier, Seigneur de Gondrans[374] ANF (1934)
- La Rochefoucauld (René de) Chevalier, Seigneur de Beauregard[375] ANF (1934)
- Lascases de Berthélemi (Antoine) Ecuyer[376]
- Lastiq (François de) Chevalier[377] ANF (1951)
- Lesquen (Alain, Joseph et Jean) Ecuyers[378] ANF (1934)
- Levezon de Vezins (Josef de) Seigneur et Marquis du dit lieu[12] ANF (1935)
- Levi (Joseph et Alexis de) Chevaliers de l'Ordre de Saint Jean de Jérusalem[379],[380] ANF (1934)
- Lhermite (Pierre de) Ecuyer[381] ANF (1950)
- Lochet (Denis) Sieur des Noes, ancien sindic de la ville et du comté de Saint Brieuc[382]
- Loppin (Louis, Louis, Jean, Philippes et Gerard)[383],[384],[385],[386],[387] ANF (1944)

### M
- Macé (Pierre) Ecuyer, Seigneur de la Pillardière[388]
- Magon (10 membres)[389],[390],[391],[392],[393] ANF (1964)
- Maillard (Jean et Raimond) Ecuyers[394],[395] ANF (1993)
- Maillé (Louis, feu René, François et Louis) Chevaliers et Ecuyers[396],[397],[398],[399],ANF (1936)
- Maillé (André Charles) Comte de Maillé, Marquis de Gillebour[14] ANF (1936)
- Maillé (Charles de) Marquis de la Tourlandry[13] ANF (1936)
- Mailly (Nicolas, Jean Baptiste Gabriel et Jean de) Ecuyers[400],[401],[402] ANF (1951)
- Marcé (Rolland et Jean) Ecuyers[403],[404] ANF (1956)
- Marcotte (Philippes) Conseiller du Roy[405]
- Marguerie (René et Gilles de) Ecuyers[406],[407] ANF (1953)
- Martinpré (Claude François et Jean François) Ecuyers[408] ANF (1937)
- Mathan (6 membres) Ecuyers[409],[410],[411],[412],[413],[414] ANF (1952)
- Maumon (Antoine) Ecuyer, Seigneur de Chaslard[415]
- Maupeon (Gilles de) Comte d'Ablege, Intendant en Poitou[21] ANF (1942)
- Maupeon (feu René de) Chevalier, Seigneur de Bruyeres, ancien Président d'honneur au Parlement de Paris[416] ANF (1942)
- Maupéon de Noisy (René) Capitaine au régiment des gardes françoises[417],[418] ANF (1942)
- Mellon (Jacques de) Ecuyer, Seigneur du dit lieu, Chef de nom et d'armes[419] ANF (1964)
- Menou (9 membres) Ecuyers[420],[421],[422],[423],[424],[425],[426],[427],[428] ANF (1939)
- Michelin (François, Nicolas, Edmon et Joseph)[429],[430],[431],[432]
- Mieulet (François de) Ancien capitoul de Thoulouze, habitant de Bourret[433] ANF (1953)
- Miolis (Cesar de) Procureur au Parlement de Provence[434] ANF (1948)
- Miron (François, Robert et François-Louis)[435],[436],[437]
- Monicault (Germain, Nicolas et Jean) Ecuyers[438],[439],[440] ANF (1946)
- Monleon (Ioachin et Cezar de) Ecuyer et Chevalier[441],[442] ANF (1995)
- Monseignat (Jaques) Bourgeois[443]
- Montalembert (Claude) Chevalier[444],[445],[446],[447],[448] ANF (1945)
- Montalembert (6 membres) Chevaliers, Ecuyers[444],[445],[446],[447],[448] ANF (1945)
- Montault (Louis de)[7] ANF (1988)
- Montecler (Louis-Joseph, André Marie et Georges François) Ecuyers[449],[450],[451] ANF (1940)
- Montesquiou (Pierre de)[452] ANF (1959)
- Montrichard (Antoine de) Ecuyer, Seigneur de la Brosse[453] ANF (1937)
- Montrognon (Guillaume) Ecuyer, Seigneur des Crottes[454] ANF (1959)
- Morel (8 membres) Ecuyers[455],[456],[457] ANF (1991)
- Moulins (Pierre de) Seigneur de Rochefort et autres lieux[458] ANF (1954)
- Moustier (Antoine) Seigneur de Victorcy[459] ANF (1994)

### N
- Nays (Sanson de)[460] ANF (1968)
- Nicolaï (Jaque, Guillaume et Louis de) Ecuyer, Bourgeois et nobles[461],[462],[463] ANF (1935)
- Noailles (Anne Julles de) Duc de Noailles et Pair et Maréchal de France, Commandeur des Trois Ordres du Roi, Capitaine des Gardes du Corps de sa Majesté, Gouverneur des Comtés de Roussillon, Conflans et Cerdaigne et de la Ville de Perpignan, cy-devant Vice-Roi de Catalogne[464],[465] ANF (1933)
- Noailles (Adrien Maurice de) Comte d'Ayen, Maître de Camps d'un Régiment de Cavalerie[466],[465] ANF (1933)
- Nouë (Joseph et Jean François) Ecuyers[467] ANF (1933)

### O
- Orglandes (Thomas d') Ecuier[468] ANF (1943)

### P
- Panon (Jean) marchand à Toulon[469] <Filiation à vérifier> ANF (1938)
- Parc (Pierre du) Ecuyer, Seigneur du Mesnil-Cresnel[470] ANF (1934)
- Pasage (François du) Chevalier[471] ANF (1972)
- Pechpeyrou (Guillaume de) Comte de Guitaud, Chevalier des ordres du Roy, Gouverneur des Isles Sainte Marguerite et Saint Honorat de Lerins[472] ANF (1939)
- Penfentenyo (René, Sébastien, François Hiacynthe, Jean et Yves François) Ecuyers[473],[137],[474],[475] ANF (1968)
- Penet (Antoine) Ecuyer, Chanoine de Chatillon les Dombes[476]  ANF (1951)
- Penet (Pierre) Conseiller au parlement de Dombes[477] ANF (1951)
- Penet de la Moissonière (Jaque) Ecuyer, Ancien lieutenant général au bailliage de Dombes[478] ANF (1951)
- Percin (Claude de) Ecuyer, Seigneur de Seil et Tricheri[479] ANF (2001)
- Pillot (Marc Antoine de) Ecuyer, Seigneur de Charnay[480] ANF (1938)
- Pineton de Chambrun (Charles) Seigneur de Lempes[481]  ANF (1977)
- Plessis (Charles Marie et Alexis du) Ecuyer[482],[483] ANF (1936)
- Plessis de Grenedan (René du) Conseiller au Parlement de Bretagne[484] ANF (1969)
- Polignac (Gaspard Scipion Armand) Vicomte de Polignac, Gouverneur de la ville du Puy, Colonel du Régiment d'Aunix[24] ANF (1936)
- Pontavice (Louis de) Ecuyer[485] ANF (1933)
- Pontavice (Gilles François et François de) Ecuyers[486] ANF (1933)
- Ponteves (Louis, Louis, François et Jean) Marquis, Seigneurs[487],[488],[489],[490]  ANF (1948)
- Pouget (François du) Ecuyer, Abbé Comandataire de l'Abbaye du Pallais[491] ANF (1947)
- Pouilly (Iean et Claude) Ecuyers[492],[250] ANF (1968)
- Poulpiquet (Josef-François, Charles et Jean de) Chevalier, Ecuyers, Gentilhome d'entienne extraction[493],[494],[495] ANF (1938)
- Pourtales (Jean) marchand à la Salle[496]
- Préverault (Jean et David)[497] ANF (1938) ANF (1938)

### Q
- Quarré (6 membres)[498],[499],[500],[501],[502],[503] ANF (1970)
- Quatrebarbes (René, François, Jean, Gilbert et Charles) Chevalier, Ecuyers[504],[505],[506],[507] ANF (1938)
- Quatrebarbes (Charles) Ecuyer[38] ANF (1938)
- Quermenguy (Sébastien Joseph de) Ecuyer, Seigneur de Saint Laurent et de Keusam[508] ANF (1947)

### R
- Razilly (Gabriel de) Chevalier, Marquis du dit lieu, Lieutenant général pour le Roi en Touraine et Sous gouverneur des enfans de France[509] ANF (1938)
- Reau (Iean du) Ecuyer[510] ANF (1979)
- Reinach (Philippe Charles, François Iaque et Philippe Ulric de) Ecuyers[511],[512],[513] ANF (1937)
- Reversat  (Melchior, François, Jean et Nicolas de)[514],[515],[516],[517]
- Rieu (Bernard de) Maitre d'hôtel[518]
- Riquet (Pierre Paul) Comte de Caramant, Gouverneur de la ville de Coutray[22] ANF (1938)
- Riquet (Iean Mathias) Chevalier[519] ANF (1938)
- Riverieux (Étienne et Charles) Marchand et Avocat[520],[521] ANF (1935)
- Rochechouart (feu Louis de) 3e Duc de Mortemart, Pair et général des Galères de France, Prince de Thonnay Charente[7] ANF (1939)
- Rochechouart (feu Louis-Victor de) Duc de Vivonne, Pair et  Maréchal de France, général des Galères, Lieutenant général des Armées du Roi de Levant et Ponant, gouverneur de Brie et Champagne et Viceroy de Sicile[8] ANF (1939)
- Rochechouart (Jean et Louis) Chevaliers[522],[523] ANF (1939)
- Rochechouart (Josef) Chevalier, Seigneur du Baudas-Maison rouge[217],ANF (1939)
- Rohan (Jean de) Chevalier, Seigneur de Pouldu[143] ANF (1936)
- Roquefeuil (François et Henry) Ecuyers[524],[525] ANF (1938)
- Roquefeuil (Claude de) Seigneur de Versol et Convertis[526] ANF (1938)
- Roquemaurel (Josef de) Seigneur du dit lieu et d'Albiac[527] ANF (1940)
- Rostolan (Andre et Hiacinthe) Avocats[528],[529]
- Rougé (Pierre) Ecuyer[530] ANF (1938)
- Rouvroy (Jean Baptiste de) Chevalier, Seigneur du Puy de la Vallée de Froissy et Capitaine de Vaisseau du Roi[196] ANF (1953)
- Roux (Joseph de) Lieutenant Colonel de Dragons[531]

### S
- Sade (François de) de la ville de Tarascon[532] ANF (1974)
- Saguez (Filipe) Ecuyer[533] ANF (1936)
- Saintignon (Abraham-Jacques de) Ecuyer[534]
- Saintignon (Isaye et Adrian de) Ecuyers[535]
- Sainte Hermine (Louis et Hélie de) Ecuyer et Chevalier[536],[537] ANF (1938)
- Salvain de Boissieu (Athencée de)[538] ANF (1947)
- Sarton (Jacques) Avocat à Anexy[539]
- Sanhard (Gabriel de) Ecuyer, Seigneur de la Fressange (Paroisse Saint Didier de Nerestan, Diocese du Puy.)[540] ANF (1947)
- Seguier (Claude Alexandre, Iean et Cezar Louis) Seigneurs[541],[542],[543]
- Seguin (Pierre) Notaire royal de Marseille[544]
- Segur (Iean Isac, Henri, Pierre et Pierre de) Chevaliers et Ecuyers[545],[546],[547],[548]
- Sesmaisons (Hilarion et Hilarion de) Chevaliers[549] ANF (1982)
- Sesmaisons (Claude de) Seigneur de la Menantière[549],[550] ANF (1982)
- Seyssel d'Arthemare (Charle Marin) Ecuyer[551] ANF (1947)
- Suzannet (Gabriel Samuel) Ecuyer, Seigneur de la Chardiere[552] ANF (1968)

### T
- Talhouet (Jean Armand, Germain Joseph et feu Germain) Ecuyers[553],[554],[555] ANF (1940)
- Tarlé (François) Conseiller du Roy, Garde Marteau de la forest d'Alate[556]
- Testu (7 membres) Chevaliers et Ecuyers[557],[558],[559],[560],[561],[562],[563] ANF (1974)
- Thiroux (André) Avocat à Autun[564]
- Thoisy (Laurent et Iaques) Ecuyers[565],[566] ANF (1933)
- Tillet (Séraphin, feu Louis et Charles) Conseillers du Roy[567],[568],[569]
- Tinguy (Philippe-Auguste, Charles et Henri) Ecuyers[570] ANF (1936)
- Tinteniac (Louis de) Chevalier et Seigneur de Treana[571] ANF (1951)
- Tournebu (Iacques de) Ecuyer, Seigneur de Tournebu[572] ANF (1955)
- Tournemire (François, Jean, Henri et Pierre) Ecuyers[573],[574],[575],[576]  ANF (1948)
- Truchis (Pierre de) Ecuyer, Seigneur de Lais[577] ANF (1937)

### U
- Urvoy (Julien, Charles et Joseph) Gentilhommes d'ancienne extraction[578],[579],[580]
- Ussel (Guy d') Baron de Chateauvert, Seigneur d'autres Places[25]

### V
- Vanssay (Louis de)[581] ANF (1938)
- Vasselot (feu Gabriel et Jacques) Ecuyers[582],[583] ANF (1938)
- Vial (Charle et Jean) <Filiation à vérifier>[584],[585]
- Viennot (Jean et Louis) Procureur et Avocat[586],[587] ANF (1946)
- Villèle (Guillaume de) Conseiller et Secrétaire du Roi, Maison et Couronne de France en la Chancélerie de Toulouze[588] ANF (1944)
- Villeneuve (7 membres)[589],[590],[591],[592],[593] ANF (1976)
- Villeneuve (11 membres)[594],[595],[596],[597],[598] ANF (1942)
- Villeneuve d'Esclapon (Hercule de)[599] ANF (1942)
- Virieu (Louis de) Lieutenant du Roi de la Province de Dauphiné[600]
- Virieu(feu Étienne de) Seigneur de Montrevel Conseiller du Roy au Parlement de Dauphiné[601]  ANF (1935)
- Virieu Beauvoir (Pierre Jacques de)[602] ANF (1947)
- Vogué (Melchior de) Chevalier, Marquis du dit lieu, grand Bailly du haut et bas vivarets Valentin et viennois Colonel d'Infanterie[15]
- Vogué de Gourdan (Jacques)[603]
- Voyer (Iaques de) Chevalier de l'ordre de Saint Iean de Iérusalem, Commandeur de Frelay[604] ANF (1937)
- Voyer de Paulmy (Marc René de) Chevalier, Marquis d'Argenson[16] ANF (1937)